# الأكاديمية الأمريكية لطب مكافحة الشيخوخة
الأكاديمية الأمريكية لطب مكافحة الشيخوخة (A4M)، هي منظمة أمريكية غير ربحية خاضعة للمادة 501 (c) (3)، تعمل على تعزيز مجال إطالة الحياة، وتقوم بتدريب أطباء وتمنحهم شهادات في هذا المجال. وزعت الأكاديمية الأمريكية لطب مكافحة الشيخوخة اعتباراً من عام 2011 ما يقارب الـ 26 ألف شهادة للعاملين في هذا المجال. لم تعترف أي من المنظمات الطبية المعروفة المرموقة مثل المجلس الأمريكي للاختصاصات الطبية (ABMS) والجمعية الطبية الأمريكية (AMA) بمجال طب مكافحة الشيخوخة. تشمل أنشطة الأكاديمية ممارسة الضغط والعلاقات العامة. أُنشئت الأكاديمية في عام 1993 من قبل أطباء تقويم العظام روبرت إم غولدمان ورونالد كلاتز، وأصبحت بحلول عام 2013 تضم 26 ألف عضو من 120 بلدًا حول العالم. ترعى المنظمة عدة مؤتمرات، بما في ذلك المؤتمر العالمي السنوي لطب مكافحة الشيخوخة.
تحظى العديد من أساليب مكافحة الشيخوخة التي أوصت بها الأكاديمية -كممارسة الرياضة واتباع نظام غذائي صحي- بدعم واسع في وسط الخبراء في هذا المجال، بينما لا تحظى الطرق الأخرى كالعلاجات الهرمونية التي تدعيها هذه المنظمة بتأييد المجتمع الطبي الأوسع نطاقاً. ينأى العديد من العلماء الذين يدرسون الشيخوخة بأنفسهم عن ادعاءات الأكاديمية الأمريكية لطب مكافحة الشيخوخة، وقد اتُّهمت المجموعة من قبل النقاد باستخدام التسويق المضلل لبيع منتجات غير مجدية وغالية الثمن. دخل مؤسسو الأكاديمية مع التجار الذين يروجون لمنتجاتهم من خلال المنظمة في العديد من المنازعات القانونية والمهنية.
تُعتبر أنشطة الأكاديمية الأمريكية لطب مكافحة الشيخوخة مثيرةً للجدل، فقد أشار تعليقٌ نُشر عام 2003 حول استجابة المجتمع العلمي للترويج لطب مكافحة الشيخوخة إلى أن أنشطة الأكاديمية تُعتبر تهديداً لمصداقية البحث العلمي الجاد المعني بأمور مكافحة الشيخوخة. وفقاً لشبكة إم إس إن بي سي التلفزيونية الأمريكية فقد استجاب دعاة مكافحة الشيخوخة لمثل هذا النقد من خلال وصفه بأنه رقابة مفروضة من قبل مؤامرة مدبرة من حكومة الولايات المتحدة، ولا سيما إدارة الغذاء والدواء، والجمعية الطبية الأمريكية، ووسائل الإعلام الرئيسية الضخمة وبدافع من المصالح التجارية المتنافسة. صرح توم بيرلس من كلية الطب في جامعة بوسطن وأحد الناقدين البارزين للمنظمة بأن مزاعم الرقابة والحظر هي موضوع شائع فيما أطلق عليه «الدجل المكافح للشيخوخة».

## معتقدات المنظمة
صرح المؤسس المشارك للأكاديمية الأمريكية لطب مكافحة الشيخوخة حسب صحيفة نيويورك تايمز: «لسنا بصدد الوصول إلى التقدم الرشيق في السن، ولكننا في صدد التوقف بشكل كاملٍ عن التقدم بالعمر». كتب المؤرخ هابول هابر من جامعة ديلاوير في عدد عام 2001 من مجلة أجيال أن تطلعات كلاتز وخطاب الأكاديمية الأمريكية لطب مكافحة الشيخوخة «تعكس الأفكار المطروقة والآمال التي لطالما تم التعبير عنها في الماضي»، وترسم وجوه التشابه مع أفكار علماء وظائف الأعضاء الذين عاشوا في القرن التاسع عشر تشارلز براون سيكارد وسيرغيه فورونوف ويوجين شتايناخ. يذكر هابر أن انتعاش هذه الأفكار قد يكون بسبب جاذبيتها بالنسبة للجيل المولود في فترة طفرة المواليد، في ثقافة تركز على مُثُل الصبا والشباب. ناقش هابر أيضاً الاستمرارية الشديدة ضمن فلسفة الحركة المكافحة للشيخوخة حيث كتب «بالنسبة لشتايناخ وفورونوف -كما هو الحال بالنسبة لأعضاء الأكاديمية الأمريكية لطب مكافحة الشيخوخة- فإن الشيخوخة هي مرضٌ» بشع«يمكن استئصاله علمياً من خلال استخدام المزيج المناسب من الهرمونات، والنظام الغذائي، والجراحة».

## طاقم العاملين والعضوية
رئيس مجلس إدارة الأكاديمية الأمريكية لطب مكافحة الشيخوخة هو روبرت جولدمان ورئيسها هو رونالد كلاتز، والنائب الأول لرئيس الأكاديمية هو جوزيف مارون من جامعة بيتسبرغ، أما نيكولاس نوبيل من جامعة بينسلفانيا فهو نائب الرئيس. صرحت الأكاديمية بأنها تملك أكثر من 20 ألف عضو من أكثر من 100 دولة حول العالم، بينهم أطباء وعلماء وباحثين وعاملين في القطاع الصحي وأفراد من المجتمع. أفادت المنظمة في عام 2007 عن موجودات مبلغ عنها بقيمة 7 ملايين دولار.
تشير مراجعة عام 2006 لطب مكافحة الشيخوخة إلى أن أغلب الباحثين المهتمين بموضوع مكافحة الشيخوخة ينأون بأنفسهم عن الأكاديمية الأمريكية لطب مكافحة الشيخوخة. ذكرت صحيفة لوس أنجلوس تايمز أن «العديد من الأطباء والباحثين والعلماء المتعمقين في الجوانب الفيزيولوجية للشيخوخة البشرية ينظرون إلى أنشطة الأكاديمية بازدراء، ويصفونها بأنها عبارة عن مزيج غير سليم من المصالح العلمية والتجارية.»

## النشاطات
يعتبر النشاط الرئيس للأكاديمية الأمريكية لطب مكافحة الشيخوخة في العلاقات العامة وأنشطة الترويج لعلامتها التجارية الخاصة بعقاقير مكافحة الشيخوخة، تقوم الأكاديمية بذلك من خلال توزيع المنشورات، والقيام بنشاطات دعوية على شبكة الإنترنت ومن خلال رعاية المؤتمرات بما في ذلك ما يُدعى بالمؤتمر العالمي لمكافحة الشيخوخة والمعرض والمؤتمر العالمي السنوي لطب مكافحة الشيخوخة. قامت الأكاديمية الأمريكية لطب مكافحة الشيخوخة برعاية بعضٍ من هذه المؤتمرات بالاشتراك مع الأكاديمية العالمية لمكافحة الشيخوخة وهي مجموعة شاملة تضم العديد من المنظمات العاملة في مجال مكافحة الشيخوخة تُدار أيضاً من قبل جولدمان. ذكرت صحيفة لوس أنجلوس تايمز أن مؤتمر عام 2004 للأكاديمية قد قدم مزيجاً من «العروض العلمية والتقنية» والعارضين الذين يبيعون «كريمات مكافحة التجاعيد، والجرعات الخاصة بإنماء الشعر، وحبوب تقوية القدرة الجنسية، والعلاجات الهرمونية».
وفقاً لمراجعة الحركة المضادة للشيخوخة التي نُشرت في عام 2005، فإن الأكاديمية الأمريكية لطب مكافحة الشيخوخة هي واحدة من أبرز المنظمات التي تبذل «محاولات لإضفاء الشرعية على مكافحة الشيخوخة كتخصص طبي». تُشير هذه المراجعة إلى اعتبار الجهود الرامية إلى إضفاء الشرعية على المشروع بأنها مثيرة للجدل، وتعرضت للرفض من قبل العلماء الأكاديميين العاملين في مجال الشيخوخة والذين يحاولون إظهار الأكاديمية الأمريكية لطب مكافحة الشيخوخة على أنها «مجموعة من المشعوذين، هدفهم الرئيسي كسب الأمول».
أشار روبرت بينستوك من جامعة كيس وسترن ريسرف في تحقيق حول تاريخ الطب المضاد للشيخوخة نُشر في عام 2004، إلى أن الأكاديمية الأمريكية لطب مكافحة الشيخوخة تعمل بنشاطٍ على استدراج الإعلانات والخدمات لموقعها الإلكتروني (كمستحضرات التجميل، والأدوية البديلة والعلاجات) وعيادات مكافحة الشيخوخة، والأطباء والممارسين العاملين في هذا المجال. أفادت صحيفة التايمز البريطانية في عام 2004 بأن كلارتز غاضب من الادعاءات التي تقول إن الدافع وراء ما يقوم به هو المال ونقلت عنه قوله بأن يصر على أن «الشيء الوحيد الذي أقوم ببيعه هو الكتب، وموقع الإنترنت الخاص بي غير تجاري فنحن نحاول فقط النهوض بالعلوم» على حد قوله. استطردت مجلة التايمز بإشارتها إلى الشراكة القائمة بين كالتز وغولدمان وشركة تُدعى «سوّق أمريكا Market America» التي تعمل في مجال بيع المنتجات التي تَعِد بما تسميه «إبطاء عملية الشيخوخة». بيد أن الشركة قد انسحبت من هذه الشراكة في وقت لاحق، حسب مقال نُشر في صحيفة شيكاغو تريبيون في عام 2005.
صرّح المجلس الأمريكي لطب مكافحة الشيخوخة (ABAAM) التابع للأكاديمية الأمريكية لطب مكافحة الشيخوخة بأنه يقدم طب مكافحة الشيخوخة على أنه تخصص، ويوفر اعتمادات تعليمية لأولئك الذين يحضرون مؤتمرات الأكاديمية. أفادت صحيفة نيويورك تايمز بأن المجلس الأمريكي للتخصصات الطبية لا يعترف بهذه الهيئة على أنها تتمتع بأي مكانة مهنية فعليًا. أشارت قناة إم إس إن بي سي إلى أنه «بالنسبة للجمعية الطبية الأمريكية وللمجلس الأمريكي للتخصصات الطبية لا يوجد هناك تخصص اسمه تخصص مكافحة الشيخوخة».

## وصلات خارجية
- موقع أخبار مكافحة الشيخوخة الرسمي (بالإنجليزية)
- موقع الفعاليات الرسمي (بالإنجليزية)